# Wojciech Kossak
Pour les articles homonymes, voir Kossak.
Ne doit pas être confondu avec Juliusz Kossak.
Wojciech Kossak, né le 31 décembre 1856 à Paris et mort le 29 juillet 1942 à Cracovie , est un artiste peintre polonais.

## Biographie
Membre de la famille Kossak, il est le fils de Juliusz Kossak, il étudie à Cracovie, Munich et Paris. À partir de 1916, il est professeur à l'école des beaux-arts de Varsovie. Son œuvre a été influencée par son père et par Józef Brandt. Peintre d'histoire, il a peint de nombreuses scènes historiques et des batailles célèbres (guerres napoléoniennes, Insurrection de Novembre), des portraits, des chevaux. 

## Œuvres
- Olszynka Grochowska (1886)
- Śmierć Sowińskiego (1892)
- Panorama Racławicka (Le Panorama de Racławice) (en collaboration avec Jan Styka) (1892-1894)

## Distinctions
- Médaille d'or de l'Académie polonaise de littérature
- Commandeur de l'Ordre Polonia Restituta
- Chevalier de la Légion d'honneur
- Ordre de l'Aigle rouge, classe IV
- Chevalier de l'Ordre de François-Joseph

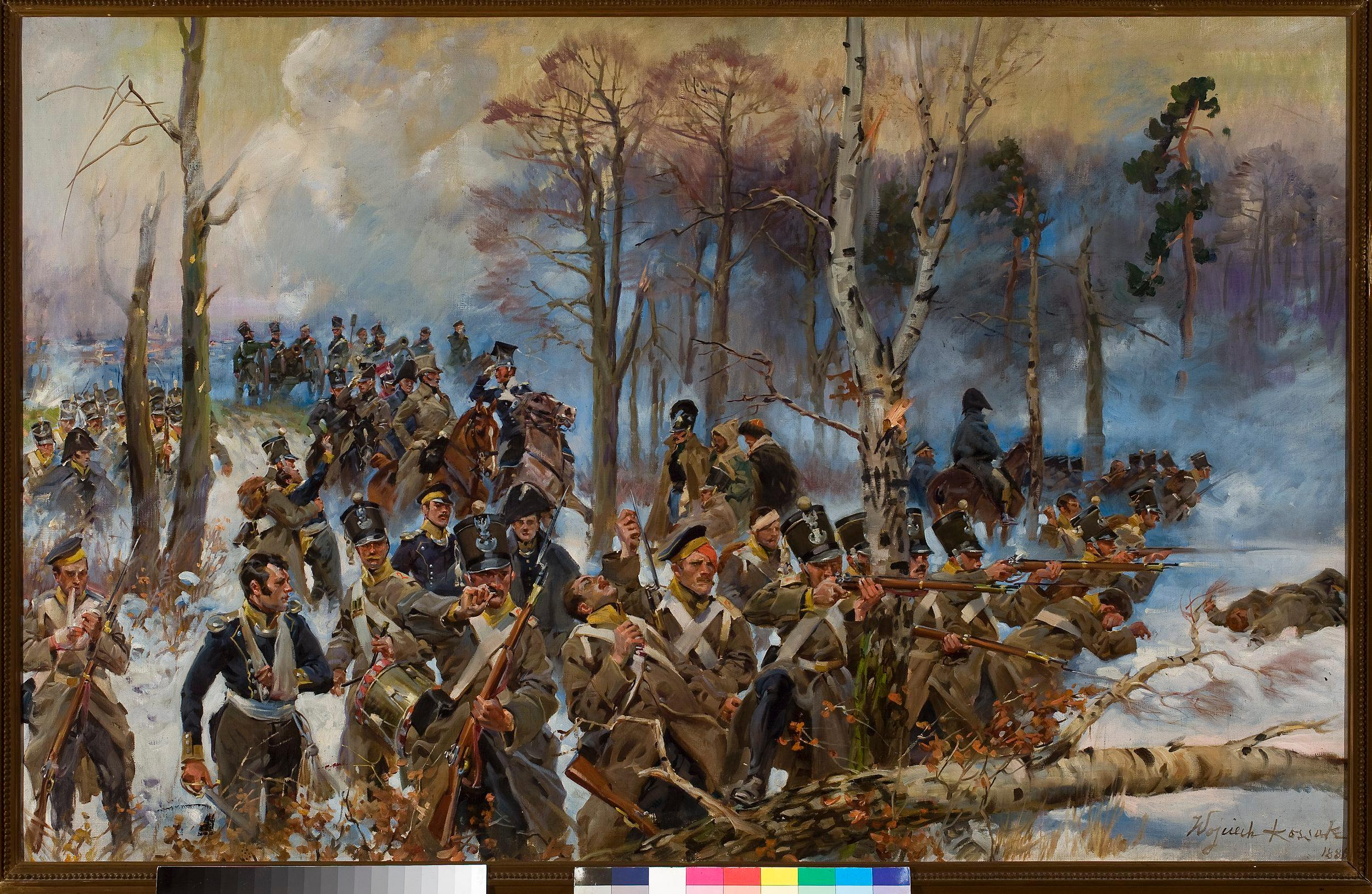
Wojciech Kossak Olszynka Grochowska, ca 1931 Musée national de Varsovie.
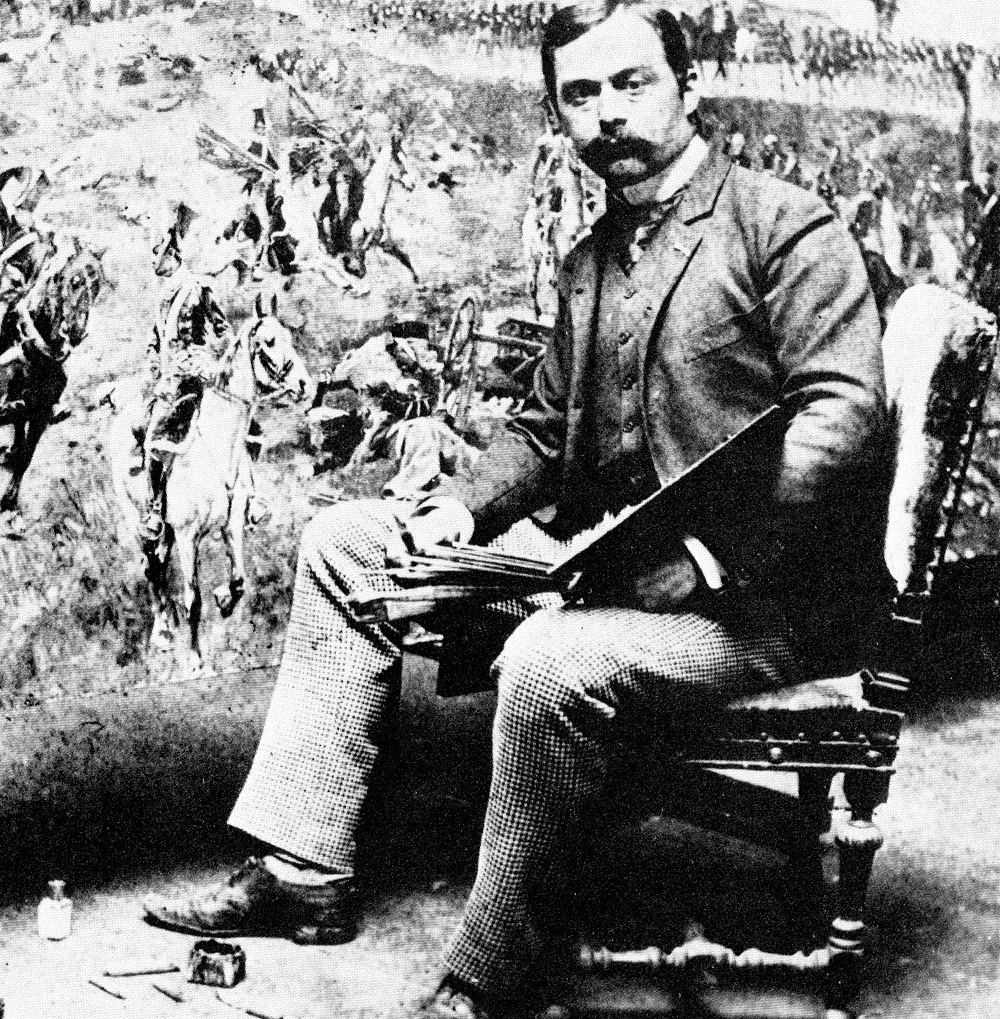
Wojciech Kossak.